# Сетер, Дамир
Дами́р Се́тер Вале́нсия (исп. Damir Céter Valencia; род. 2 ноября 1997 года, Буэнавентура, Колумбия) — колумбийский футболист, нападающий.

## Клубная карьера
Сетер начал карьеру в клуба «Университарио Попаян». 3 августа в матче против «Кортулуа» он дебютировал в колумбийской Примере B. 9 августа 2015 года в поединке против «Америки» из Кали Дамир забил свой первый гол за «Университарио Попаян».
В начале 2016 года Сетер перешёл в «Депортес Киндио». 15 марта в матче против «Кукута Депортиво» он дебютировал за новую команду. 20 марта в поединке против «Реал Сантандер» Дамир сделал «дубль», забив свои первые голы за «Депортес Киндио». По итогам дебютного сезона он стал лучшим бомбардиром команды.
В начале 2017 года Дамир перешёл в «Санта-Фе». 3 апреля в матче против «Индепендьенте Медельин» он дебютировал в Кубке Мустанга. 20 апреля в матче против бразильского «Сантоса» Дамир дебютировал в Кубке Либертадорес. 24 апреля в поединке против «Рионегро Агилас» Сетер забил свой первый гол за «Санта-Фе». В начале 2018 года Дамир перешёл в итальянский «Кальяри». В матче против «Дженоа» он дебютировал в итальянской Серии A.

## Международная карьера
В 2017 года Сетер в составе молодёжной сборной Колумбии принял участие в молодёжного чемпионата Южной Америки в Эквадоре. На турнире он сыграл в матчах против команд Парагвая и Эквадора. В этих поединках Дамир забил по голу.